# 長井梨紗
長井 梨紗（ながい りさ、1985年9月28日 - ）は、日本のファッションモデル。ハート・レイ所属。元・SMAエンタテインメント、JVCエンタテインメント、ハーキュリーズ。

## 人物・来歴
- 兵庫県神戸市出身[2]。立教大学経済学部卒業。

- 2012年11月19日、ヴァンフォーレ甲府のゴールキーパー荻晃太と11月15日に結婚したことをクラブを通じて発表した[3]。2016年5月9日に第1子男児を出産[4]。5月18日にブログで報告した[5]。2019年8月8日、第2子男児出産を報告した[6]。

## 人物
- 趣味：オカリナ、果実酒作り、サウナ、散歩、カラオケ
- 特技：書道
- 家族：父、母、妹[7]、祖母[8]
- 交友関係：フリーアナウンサーの大塚奈央子は小学生からの親友[9]。

## 出演

### テレビドラマ
- ドラマ愛の詩 料理少年Kタロー 第8回（2001年11月24日、NHK教育）- アンヌ 役
- 連続テレビ小説（NHK）
  - ほんまもん 第114回（2002年2月15日、NHK大阪）- 葉月 役
  - 純と愛 第7週（第37回 - 第41回）（2012年11月12日 - 11月16日） - 西小路美鈴 役
- 水戸黄門 第30部 第18話（2002年5月13日、TBSテレビ系） - お朝 役[10]
- 日本テレビ開局55周年記念特別ドラマ 霧の火-樺太・真岡郵便局に散った9人の乙女たち-（2008年8月25日、日本テレビ系） - 広瀬照子 役[11]
- 火曜22時枠 白い春（2009年4月14日 - 6月23日、関西テレビ / フジテレビ系）- 田村絵美 役[12]
- 日曜ナイトプレミア アスコーマーチ〜明日香工業高校物語〜 第7話（2011年6月19日、テレビ朝日系） - まどか 役
- 木曜ドラマ9 潜入探偵トカゲ 第7話（2013年5月30日、TBSテレビ系) - 窪塚瑞恵 役
- スペシャルドラマ ちびまる子ちゃん（2013年10月1日、フジテレビ系） - 看護師 役[13]
- イマジカBS開局20周年記念ドラマ「いつも まぢかに」（2015年10月1日、イマジカBS） - 大山真希 役[14]

### テレビ
- 地上デジタル特番「地球遺産からのメッセージ」（2003年12月、NHK）
- Base Ball Bearのベースボールバラエティー（2005年、スペースシャワーTV）
- Tokyo Stylish Party（2007年4月 - 2008年3月、BS日テレ）
- 春先取り美味満載 伊勢志摩美めぐり旅（2008年3月15日、テレビ大阪）

### 映画
- JUDE / ユダ（2004年）

### 雑誌
- non-no（集英社）専属モデル（2006年10月 -）
- with（講談社）（2008年1月 -）

### CM
- PiTaPaイメージキャラクター （2010年3月5日 -）